# Cremastus micaceus
Cremastus micaceus är en stekelart som beskrevs av Dasch 1979. Cremastus micaceus ingår i släktet Cremastus och familjen brokparasitsteklar. Inga underarter finns listade i Catalogue of Life.